# Jam Master Jay
Jam Master Jay (21 januari 1965 - 30 oktober 2002) was een Amerikaans dj. Hij is bekend geworden als lid van de groep Run-D.M.C.. Zijn echte naam is Jason Mizell.
Jam Master Jay was naast uitvoerend muzikant ook producer en werkte in die hoedanigheid onder meer met Biohazard ('Tales From The B-Side'), Dog Eat Dog ('In The Dog House'), Chris Rock ('Born Suspect') en Onyx ('Bacdafucup'). Jam Master Jay was ook de leermeester van de rapper 50 Cent.
Op 30 oktober 2002 werd Jam Master Jay vermoord in een opnamestudio te Queens, New York. De krant New York Daily News legde een verband tussen de moord en de samenwerking tussen Jam Master Jay en 50 Cent.
- Biblioteca Nacional de España: XX1580896
- Bibliothèque nationale de France: cb139499207 (data)
- Gemeinsame Normdatei: 130255580
- International Standard Name Identifier: 0000 0000 6636 2240
- Library of Congress Control Number: no2003047633
- MusicBrainz: bb229712-e010-45b5-872b-3256f66d459c
- Nationale Bibliotheek van Tsjechië: xx0101966
- Nederlandse Thesaurus van Auteursnamen: 241392527
- Système universitaire de documentation: 157863069
- Virtual International Authority File: 22333713
- WorldCat: E39PBJcrcJmpyQM9qdTpXKj9jC